# БТР-80А
БТР-80А је руски оклопни транспортер точкаш, настао на бази БТР-80.

## Опис
БТР-80А настао је почетком 90-их година 20. века, као продукт даљег рада на БТР-80 и испуњења захтева за већом ватреном моћи на оклопним транспортерима точкашима.
Уместо ручно покретане куполе са топом 14,5mm, уграђена је нова беспосадна купола БППУ, наоружана топом 2А72 калибра 30mm и спрегнутим митраљезом 7,62mm, што возилу омугаћава и успешно дејство по већини лаких и средњих оклопних возила.
Оклоп возила пружа заштиту од калибра 12,7mm са предње, односно 7,62mm и артиљеријских фрагмената са бокова.
Стандардну опрему возила чини АБХ опрема, радио уређаји, опрема за ноћно осматрање, витло, серво управљач на предња четири точка и централни систем за регулацију притиска у гумама, систем за аутоматско гашење пожара и бацачи димних граната.
Возило је у потпуности амфибијско и у води развија брзину до 9 km/h.
Посаду возила чине 3 члана, док се у десантном делу може сметити до 7 војника-путника.

## Варијанте
- БТР-80АК - командно возило
- БТР-80АМ - мађарска модернизација
- БТР-82А - наставак развоја и дубока модернизација БТР-80А.[4]

## Корисници
Русија, која је постала први корисник БТР-80А 1994. године, услед тадашњих финансијских потешкоћа, набавила је око 200 возила овог типа, упркос већим потребама.
Недуго затим, први већи инострани корисник БТР-80А постала је Мађарска, која је између 1996. и 1999. добила 178 возила као вид руске компензација за наслеђене дугове СССР-а.
Возила су касније извезена и Казахстан, Индонезију, Венецуелу, Северну Кореју, Судан и Азербејџан.
2024. године Србија је започела набавку БТР-80А од Мађарске.